# Siddeley-Deasy Siniai
Siddeley Deasy Siniai, còn gọi là Armstrong Whitworth Siniai, là một loại máy bay ném bom ngày hai tầng cánh của Anh.

## Tính năng kỹ chiến thuật
Dữ liệu lấy từ Tapper 1973, tr. 116
Đặc điểm tổng quát
- Kíp lái: 4
- Sải cánh: 86 ft 10 in (26.47 m)
- Diện tích cánh: 1,823 ft2 (169.4 m2)
- Trọng lượng có tải: 16.000 lb (7.260 kg)
- Động cơ: 2 × Siddeley Tiger, 500 hp (370 kW) mỗi chiếc